# 方振武
方 振武（ほう しんぶ）は、中華民国の軍人。孫文（孫中山）配下の革命派人士。後に国民軍、国民革命軍（国民政府）に属して北伐などに参加した。また、察哈爾民衆抗日同盟軍の幹部としても知られる。字は叔平。

## 事跡

### 国民軍への参加
安徽武備練軍学堂を卒業し、安徽新軍に入隊する。徐錫麟の安慶起義に参加するも失敗され投獄される。同盟会支援者が獄卒を買収したためほどなくして出獄出来た。1911年（宣統3年）の辛亥革命では、李徴五の上海光復軍に参加した。
1912年（民国元年）、南京臨時政府第1軍北伐前哨司令に任じられている。同年、第1軍第3師（師長：冷遹→張宗昌）の輜重兵営長を務める。1913年（民国2年）3月31日、輜重兵中校。また同年、微山湖で緑林の徒であった褚玉璞を迎え入れる。同年7月の二次革命（第二革命）でも引き続き輜重兵営長を務め、徐州付近の韓庄で決起した冷遹の救援を命ぜられたが、道中で張宗昌師長は北洋政府への寝返りを表明し、方は敗北して冷遹とともに日本に亡命し、東京府荏原郡入新井町の浩然廬（浩然学社）に入学した。1914年（民国3年）、中華革命党に加入する。帰国後、1917年（民国6年）7月成立の護法軍政府海軍陸戦隊大隊長。民国7年（1918年）より、孫文が発動した護法戦争に参加。1921年（民国10年）5月に北伐軍大隊長となるが、陳炯明の反乱で北伐が挫折すると一時上海に寓居する。
1924年（民国13年）9月に北京政府・奉天派側の盧永祥に投じ、浙江督軍署別働隊司令に任ぜられたが敗北して上海、天津を経て山東省に逃れ、11月、張宗昌率いる直魯聯軍の先遣第2梯隊司令官。この部隊は元は王承斌の第23師で、李景林に一方的に武装解除させられたものであった。2000人の将兵を擁したが、武器が足りなかったため、張宗昌と褚玉璞から支援を受けた。
翌1925年（民国14年）5月、武装解除した山東陸軍混成第7旅（長：胡翼儒）を吸収合併し恵民で第6旅に改編。さらに同年秋、第24師に拡充され師長兼兗州鎮守使に昇進する。しかし、1926年（民国15年）1月、部隊を連れて直魯聯軍からの離脱を宣言し、馮玉祥率いる国民軍に転じ、第5軍軍長兼直魯豫辺防剿匪司令に任じられている。同年9月の五原誓師とともに国民聯軍第2軍軍長に任じられ、さらに中国国民党国民聯軍最高特別党部執行委員も兼任した。
1927年（民国16年）6月、国民革命軍第2集団軍第3方面軍総指揮兼河南省政府委員に任じられ、武漢国民政府に属して第9方面軍総指揮となる。以後、国民革命軍第11路総指揮、第1集団軍第4軍団総指揮、済南衛戍司令、左路軍総指揮などを歴任して、北伐に従軍した。

### 察哈爾民衆抗日同盟軍
北伐終了後、軍縮に伴い、方振武は第45師師長に任じられる。1929年（民国18年）3月に国民党中央執行委員に選出された。4月には、討逆軍第6路総指揮等に任じられ、5月には安徽省政府主席も務めた。ところが、反蔣介石派に対する方針をめぐって蔣介石と次第に対立するようになる。そして韓復榘・石友三らと反蔣介石の企てを図ったとして同年9月に方振武は逮捕され、湯山陸軍監獄に収監される。1930年（民国19年）10月には、党籍剥奪1年の処罰を受けた。
1931年（民国20年）10月、処分が解除され、党中央執行委員として復帰したが、方振武は再び馮玉祥との連携を強めるようになる。1933年（民国22年）2月、晋南で抗日救国軍を組織し、総指揮として北上抗日を呼びかけた。5月26日、馮玉祥・吉鴻昌らと察哈爾民衆抗日同盟軍に参加し、副総司令、兼北路前敵総司令（6月20日～）をつとめた。しかし、蔣介石の圧力などもあって抗日同盟軍は解散に追い込まれ、方振武は香港へ逃れた。香港では、中華民族解放行動委員会に加わり、1938年（民国27年）3月に中央委員に選出された。
1941年（民国30年）12月、日本軍による香港占領に伴い逃走したが、その途中の広東省中山県で何者かにより暗殺された。享年60。暗殺を実行したのは青幇系の特務組織「忠義救国軍」とされる。

## 注
1. 1 2 3 4 5  時洪平 (2019年5月22日). “方振武抗日禦侮” (中国語). 寿県新聞网 2020年6月13日閲覧。
2. 1 2 3 4  阮玄武. “我所参加的斉盧戦争” (中国語).   中国国民党革命委員会上海市委員会. 2020年11月15日閲覧。
3. ↑  “政府広報第324号” (PDF) (中国語).   中華民国政府官職資料庫. 2020年11月17日閲覧。
4. 1 2 3 4 5  杨 2001, p. 326.
5. 1 2 3  杨 2001, p. 462.
6. ↑  “政府広報第3519号” (PDF) (中国語).   中華民国政府官職資料庫. 2020年11月17日閲覧。